# Chila de la Sal
Chila de la Sal là một đô thị thuộc bang Puebla, México. Năm 2005, dân số của đô thị này là 1246 người.